# Jezioro Goszczewo
Jezioro Goszczewo – jezioro w woj. kujawsko-pomorskim, w powiecie aleksandrowskim, w gminie Aleksandrów Kujawski, leżące na terenie Równiny Inowrocławskiej.